# Live in Aachen 1970
Albums de Deep Purple
Live at the Rotterdam Ahoy
(2001) This Time Around: Live in Tokyo
(2001)
Live in Aachen 1970 est un album de Deep Purple sorti en 2005.
Ce concert a été enregistré le 11 juillet 1970 au Reiterstadion d'Aix-la-Chapelle, en Allemagne de l'Ouest, lors d'un festival à ciel ouvert. L'enregistrement est très rapidement diffusé sous la forme d'un bootleg intitulé H-Bomb. Il connaît plusieurs rééditions par la suite, toujours pirates, et ne connaît sa première parution officielle qu'en 2001, sous le titre Space Vol. 1 & 2 (Purple Records PUR 202). Il est réédité sous le titre Live in Aachen 1970 en 2005, dans le cadre de la série Official Archive Collection.

## Titres
1. Wring That Neck (Blackmore, Lord, Paice, Nick Simper) – 20:36
2. Black Night (Blackmore, Gillan, Glover, Lord, Paice) – 6:00
3. Paint It, Black (Mick Jagger, Keith Richards) – 11:42
4. Mandrake Root (Blackmore, Lord, Rod Evans) – 33:37

## Musiciens
- Ritchie Blackmore : guitare
- Ian Gillan : chant
- Roger Glover : basse
- Jon Lord : claviers
- Ian Paice : batterie